# Andreas Mennander
Andreas Mennander, född 17 oktober 1672 i Nykyrko, död 13 mars 1734 i Ilmola, var en svensk-finsk präst.

## Biografi
Andreas Mennander föddes 1672 på Männäis i Nykyrko socken. Han var son till kaplanen Andreas Mennander i Nykyrko församling och Anna Mejer. Mennander blev 5 maj 1687 student vid Kungliga Akademien i Åbo och prästvigdes 22 juli 1694 till pastorsadjunkt i Revals domkyrka. Han blev 1 januari 1696 rektor i Reval och 1700 tillförordnad regementspastor vid De la Gardieska regementet. Mennander blev 18 oktober 1706 kyrkoherde i Fickels församling i Estland, tillträdde 1 maj 1707 och flydde 1710 till Sverige. Han blev 28 april 1711 kyrkoherde i Finska församlingen, Stockholm, tillträdde 1 maj 1711 och slutade vid församlingen i juli 1713 då kyrkoherde Sarcovius återvände. Mennander blev 1714 kyrkoherde i Laihela församling i Österbotten och flydde åter till Sverige 1714. Han blev åter 11 januari 1716 kyrkoherde i Finska församlingen, Stockholm och fick 10 oktober 1716 plats som assessor i Stockholms konsistorium. Mennander blev 22 maj 1724 kyrkoherde i Ilmola församling, Österbotten, tillträdde samma år och tog 22 juni 1724 avsked från tjänsten som assessor i Stockholms konsistorium. Han utnämndes 1726 till honor prost. Mennander avled 1734 i Ilmola församling.

### Familj
Mennander gifte sig första gången 1701 i Reval med Margareta Elisabeth Ruuth (1686–1716), dotter till kyrkoherden Abraham Ruuth i Reval och Dorothea Elisabeth Wassenius. De fick tillsammans barnen Anna Charlotta Mennander (född 1707), Carl Jacob Mennander (född 1709) och ärkebiskopen Carl Fredrik Mennander (1712–1786).
Han gifte sig andra gången 5 september 1725 i Vasa med Maria Ross (1671–1753), dotter till handelsmannen och rådmannen Herman Ross i Vasa och Margareta Jesen. Maria Ross var änka efter kyrkoherden Samuel Backman i Laihela församling.